# Quốc bảo Hàn Quốc
Quốc bảo (Hangul: 국보; Hanja: 國寶; Phiên âm: gukbo) là bảo vật, đồ tạo tác, khu vực hay công trình được chính phủ Đại Hàn Dân Quốc công nhận có giá trị nghệ thuật, văn hóa và lịch sử nổi bật đối với đất nước. Danh hiệu này là một trong tám cấp phân loại di sản được quy định cấp nhà nước bởi Cơ quan quản lý di sản văn hóa tuân theo đạo luật bảo vệ di sản.
Nhiều trong số các quốc bảo Hàn Quốc là các điểm đến hấp dẫn khách du lịch như đền thờ tông miếu hoàng gia Jongmyo, Bulguksa, Seokguram hay Bát vạn Đại tạng kinh ở chùa Haeinsa. Tính đến tháng 6 năm 2019, có 327 hạng mục trong danh sách này, một số hạng mục bao gồm nhiều hạng mục nhỏ. Các quốc bảo được đánh số thứ tự theo thời gian chúng được công nhận.

## Lịch sử
Danh sách các bảo vật văn hóa đầu tiên có từ năm 1938 dưới thời Nhật chiếm đóng, theo đạo luật bảo vật của triều đại Joseon.
Đến năm 1955, chính phủ Hàn Quốc công nhận danh hiệu "bảo vật quốc gia" đối với những vật phẩm trước đây nằm trong pháp lệnh bảo vệ bảo vật Hàn Quốc được ban hành thời Nhật chiếm đóng Triều Tiên. Danh sách hiện tại có từ ngày 20 tháng 12 năm 1962, khi Đạo luật Bảo vệ Văn hóa được Hội đồng Tối cao về Tái thiết Quốc gia ban hành. Có 116 vật phẩm trong danh sách "Bảo vật quốc gia" tại thời điểm đó.

## Danh sách quốc bảo Hàn Quốc
- Từ 1 đến 100
- Từ 100 đến 200
- Từ 200 đến 300
- Từ 300 trở đi